# Wiedeńskie walce
Wiedeńskie walce (ang. Waltzes from Vienna) – brytyjski film komediowy z 1934 roku, w reżyserii Alfreda Hitchcocka.
Film jest adaptacją sztuki Guya Boltona. Opowiada historię najsłynniejszych kompozytorów walców - Johana Straussa (starszego) oraz jego syna Johana Strausa (młodszego).

## Główne role
- Esmond Knight – Strauss Młodszy
- Edmund Gwenn – Strauss Starszy
- Betty Huntley-Wright – pokojówka
- Jessie Matthews – Rassi
- Fay Compton – Hrabina Helga von Stahl